# Galileu (álbum)
Galileu é um álbum ao vivo do cantor brasileiro Fernandinho, gravado em maio de 2015 na Igreja Batista Central da Barra, localizada na cidade do Rio de Janeiro.
Segundo o cantor, a ideia do projeto surgiu a partir da vontade do artista em gravar um álbum em que o repertório tratasse de temáticas relacionadas com Jesus Cristo, relacionando suas obras e personalidade: "Há 3 anos, antes mesmo de gravar o DVD Teus Sonhos, em uma conferência, senti muito forte em meu coração o desejo de buscar de Deus canções que trouxessem a exaltação do nome Cristo. Não que as anteriores não fizessem isto, mas, de uma forma mais forte".
O disco conta com a participação do guitarrista e líder do Oficina G3, Juninho Afram, além de conter a regravação de "Yeshua", com a participação da cantora norte-americana Kim Walker-Smith.
Em 26 de julho de 2016 foi lançado o videoclipe da música tema do CD, "Galileu", no canal do artista no YouTube. No entanto, outras faixas na forma de "Lyric vídeo" já haviam sido lançadas no site de vídeos, como "Batiza-me", "Hosana", "Luz do Mundo", entre outras.
Em dezembro de 2016, foi lançado o DVD Galileu.

## Faixas
1. "Luz do Mundo" - 3:56
2. "Hosana" - 4:22
3. "Seu Nome é Jesus" - 4:48
4. "Fogo Santo" - 3:06
5. "Galileu" - 5:25
6. "Dono do Mundo" (part. Juninho Afram) - 6:14
7. "Há Poder" - 4:35
8. "Batiza-me" - 6:48
9. "Eu Jamais Serei o Mesmo" - 5:52
10. "Cristo, Cordeiro de Deus" - 4:25
11. "Yeshua" (part. Kim Walker-Smith) - 4:11
12. "Superabundou a Graça" - 3:55
13. "Santa Euforia" - 4:02
14. "Adestra" - 3:41
15. "Ora Vem" (bônus) - 3:17